# Max Endjala
Max Endjala (* 12. Oktober 1981 in Oshakati, Südwestafrika; † 18. Januar 2025 in Windhoek) war ein namibischer Squashspieler und Auditor.

## Lebensweg
Endjala wuchs in Ongwediva auf und begann 2008 im Alter von 27 Jahren mit dem Squashsport. Im Laufe seiner Sportlerkarriere gewann er zahlreiche nationale Turniere. Er nahm 2023 und 2024 jeweils an einem Turnier der PSA Squash Tour in Windhoek teil, schied aber beide Male in der ersten Runde ohne Satzgewinn aus. Seine höchste Platzierung in der Weltrangliste erreichte er mit Rang 731 am 23. September 2023. Endjala war zeitweise der beste Squashspieler Namibias und auch Nationalspieler.
Endjala arbeitete bei der Trustco Group als interner forensischer Auditor. Er nahm sich als Mittäter im Rahmen eines Raubüberfalls bei Namib Desert Diamonds (NAMDIA) in Klein Windhoek im Januar 2025 das Leben.